# Pavel Zifčák
Pavel Zifčák (* 2. března 1999 Velká Bystřice) je český útočník a bývalý mládežnický reprezentant, od ledna 2025 na hostování v MFK Vyškov.

## Klubová kariéra
Svoji fotbalovou kariéru začal v mužstvech FK Hlubočky. Odtud se definitivně v roce 2012 přesunul do Sigmy Olomouc. Tam se postupně vypracoval mezi opory mládežnických týmů a vše vyvrcholilo v roce 2019, kdy Zifčák dotáhl svůj tým, jakožto kapitán, k vítězství v posledním ročníku Juniorské ligy.

### SK Sigma Olomouc
V Sigmě působí od roku 2012. Svůj soutěžní debut v dresu Hanáků si připsal 22. srpna 2020, kdy nastoupil na závěrečné minuty v utkání FORTUNA:LIGY proti FC Slovan Liberec. Premiérovou branku v nejvyšší české soutěži zaznamenal dne 20. září 2020 proti brněnské Zbrojovce, kdy mu v 76. minutě nahrál brankář Mandous na rozhodující gól na 2:4. V průběhu angažmá střídá áčko i rezervu.

### FK Pardubice (hostování)
V létě 2019 zamířil hostovat do týmu FK Pardubice. Tam sice začínal na lavičce, nakonec se ovšem probojoval do základní jedenáctky, kde nastupoval pravidelně. Svou první branku ve 2. lize si připsal v posledním podzimním kole, když otevíral skóre v domácím utkání se Zbrojovkou Brno. Pardubice však nakonec prohrály 1:2. Ve zbytku se trefil ještě jednou a v červenci 2020 slavil s Pardubicemi historický postup do první ligy.

### FK Pardubice (hostování, 2024)
Do Pardubic se po 4 letech vrátil na roční hostování s opcí. Tentokrát nastupoval většinou pouze na závěrečné minuty zápasů a v lednu tým opustil.

### MFK Vyškov (hostování)
Na půlroční hostování s možností opce odešel do druholigového Vyškova. Opačným směrem šel guinejský záložník Abdoulaye Sylla.

## Reprezentační kariéra
Pavel Zifčák byl mládežnickým reprezentantem. Naposledy v nominaci figuroval v roce 2019 ve výběru do 20 let. Dohromady v mládežnických reprezentacích odehrál 23 zápasů a vstřelil jednu branku.